# ジャン＝クロード・リシャール
サン＝ノン師（abbé de Saint-Non）として知られるジャン＝クロード・リシャール（Jean-Claude Richard de Saint-Non、1727年 - 1791年11月25日）は、フランスの版画家、著作家、考古学者である。南イタリアに関する、図鑑の大著「Voyage pittoresque ou Description des royaumes de Naples et de Sicile（ピトレスクな旅、もしくはナポリとシシリー王国の説明）」を制作出版した。

## 略歴
パリで生まれた。イヴリーヌ県のサン＝ノム＝ラ＝ブルテッシュ(Saint-Nom-la-Bretèche)に邸宅を持つ一族に生まれた。母親は画家のルイ・ド・ブローニュ(Louis de Boullogne: 1654–1733)の娘であった。1749年からにパリの議会で働くようになったが1750年代の「ジャンセニスム」を巡る国王と議会の対立から多くの議員ととも追放され、議会と国王の和解の後もポワチエに留まり、政治から離れた。
イギリスやオランダを旅した後、1756年にはイタリアを訪れ、1759年にはローマに旅し、在ローマ・フランス・アカデミーで学んでいた画家のジャン・オノレ・フラゴナールやユベール・ロベールと知り合い、友人になった。フラゴナールはリシャールの肖像画を描いた。
1778年に、ナポリ、パエストゥム、シチリアを訪れ、イタリアの古代の遺跡や建築に感銘を受けて、1781年から1786年の間に400点以上の図版が付けられた数巻からなる大著、「Voyage pittoresque ou Description des royaumes de Naples et de Sicile」を自費で出版した。

## 作品

### 「Voyage pittoresque」の図版

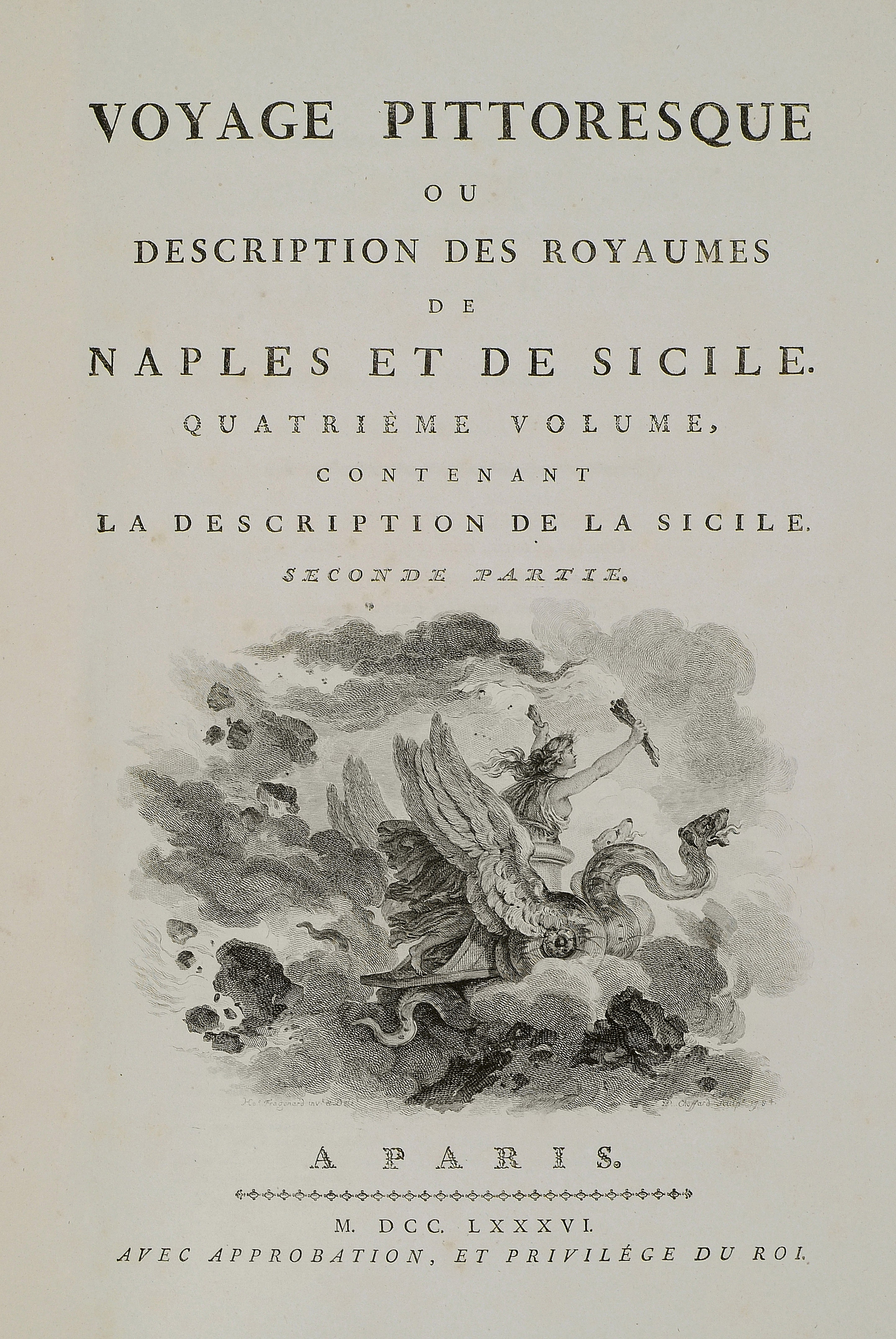
表紙
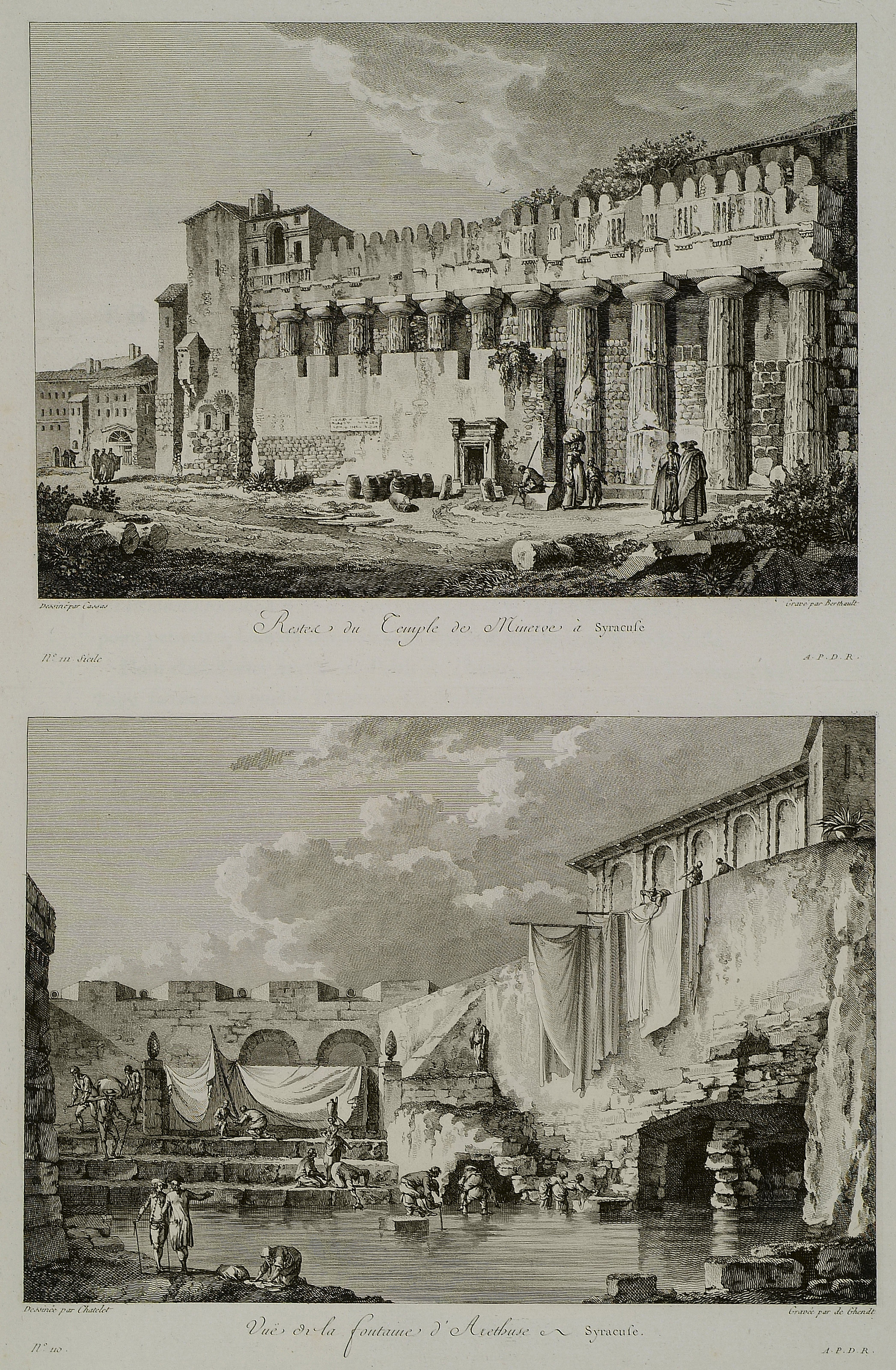
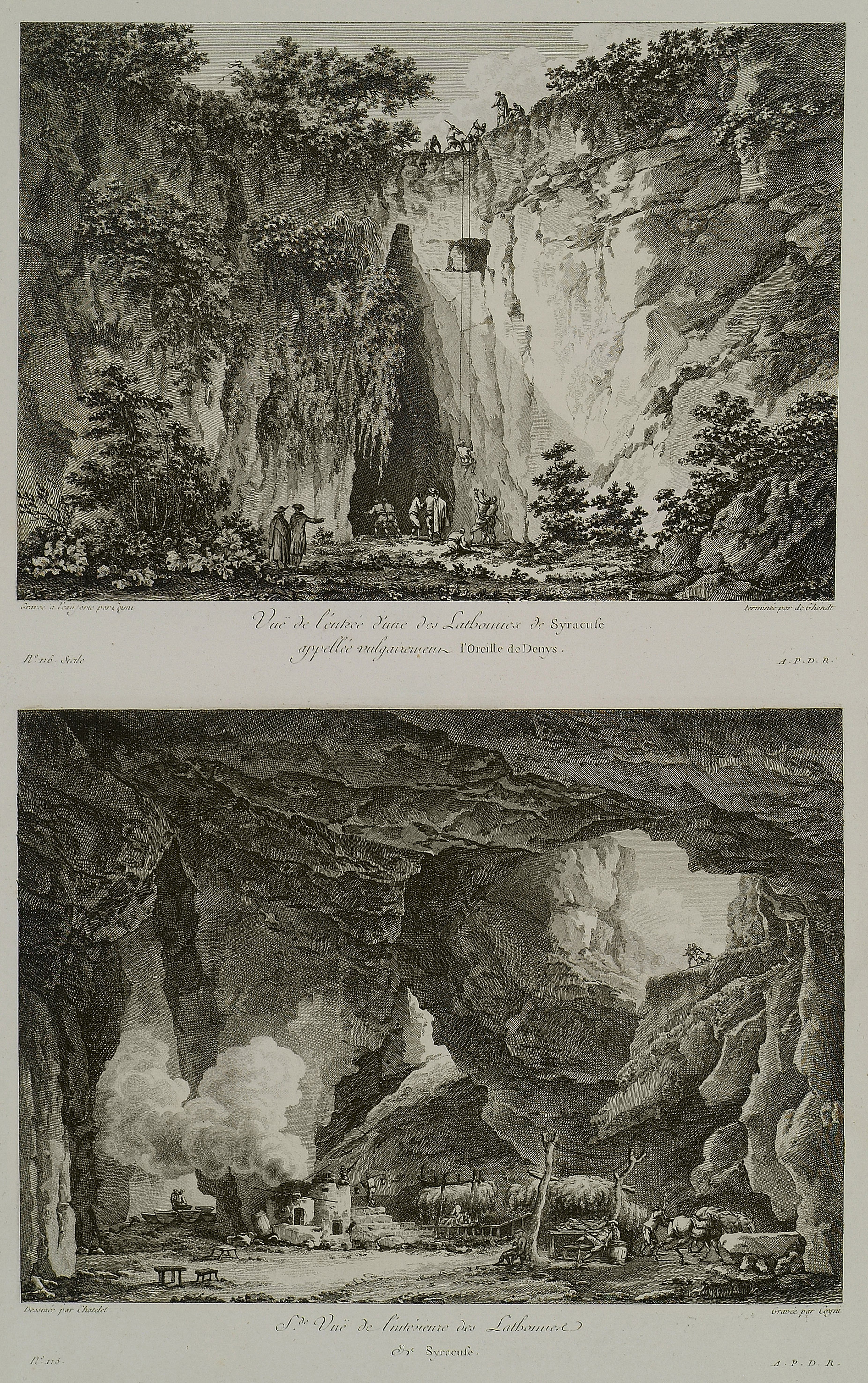
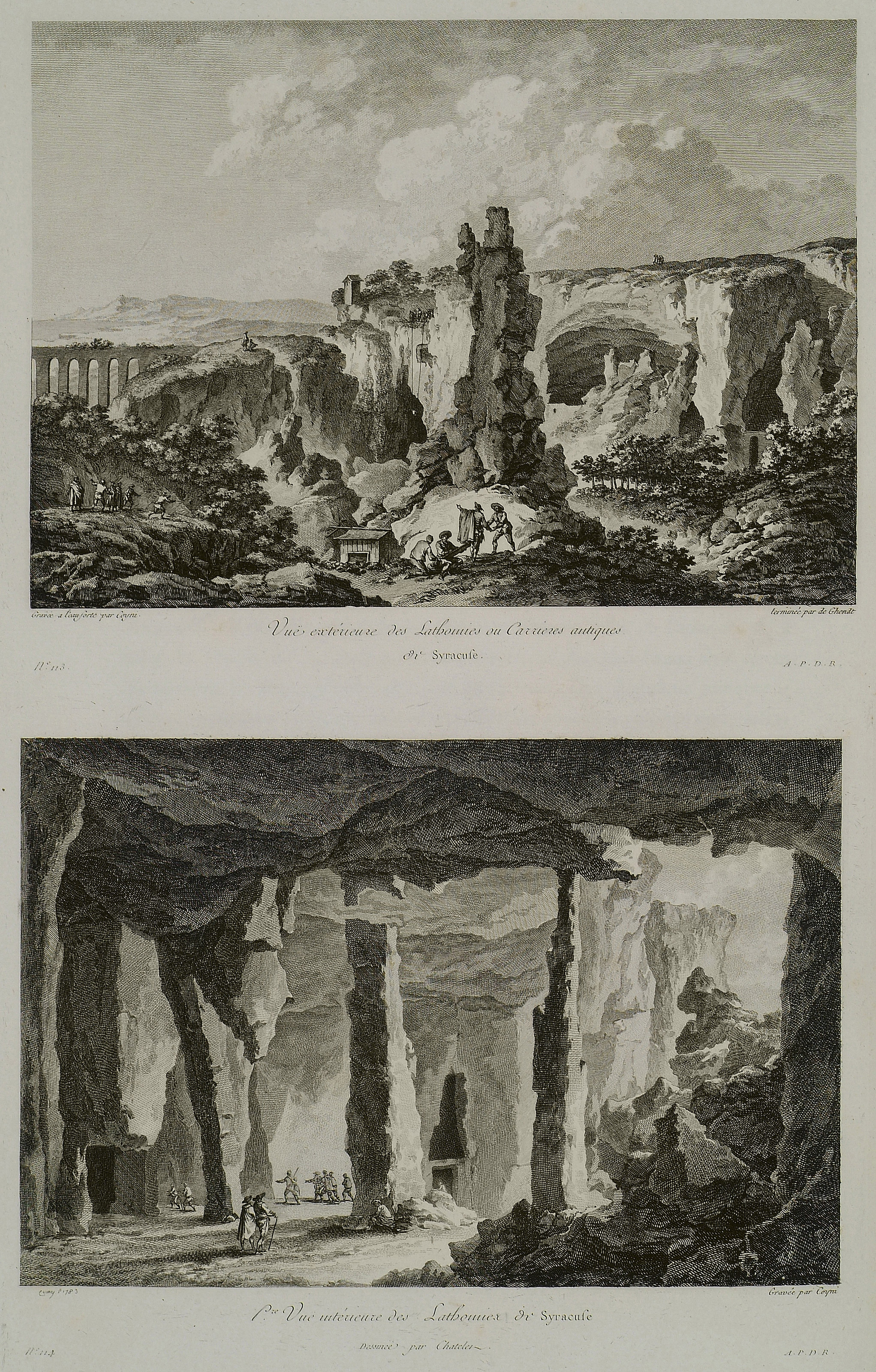

### 版画作品

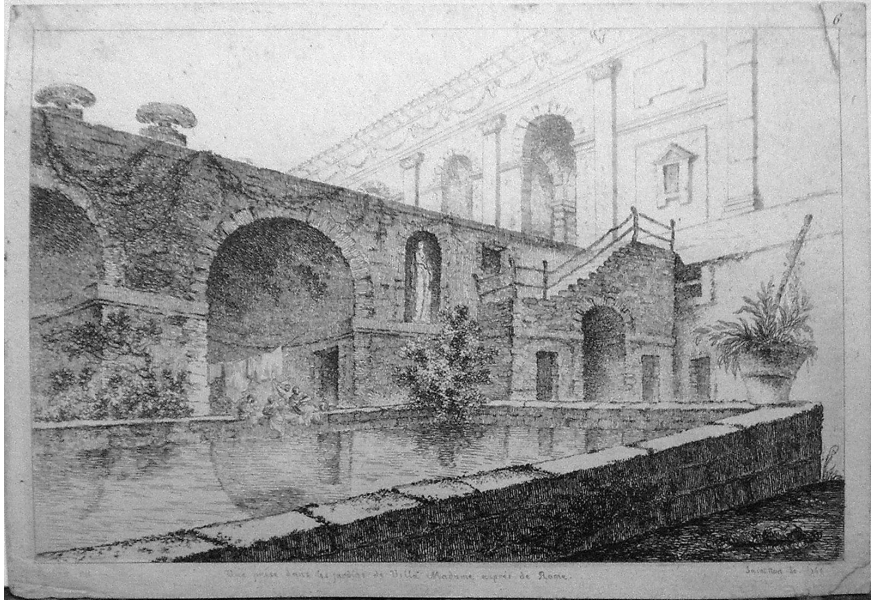
ローマ近くの風景 (1765)
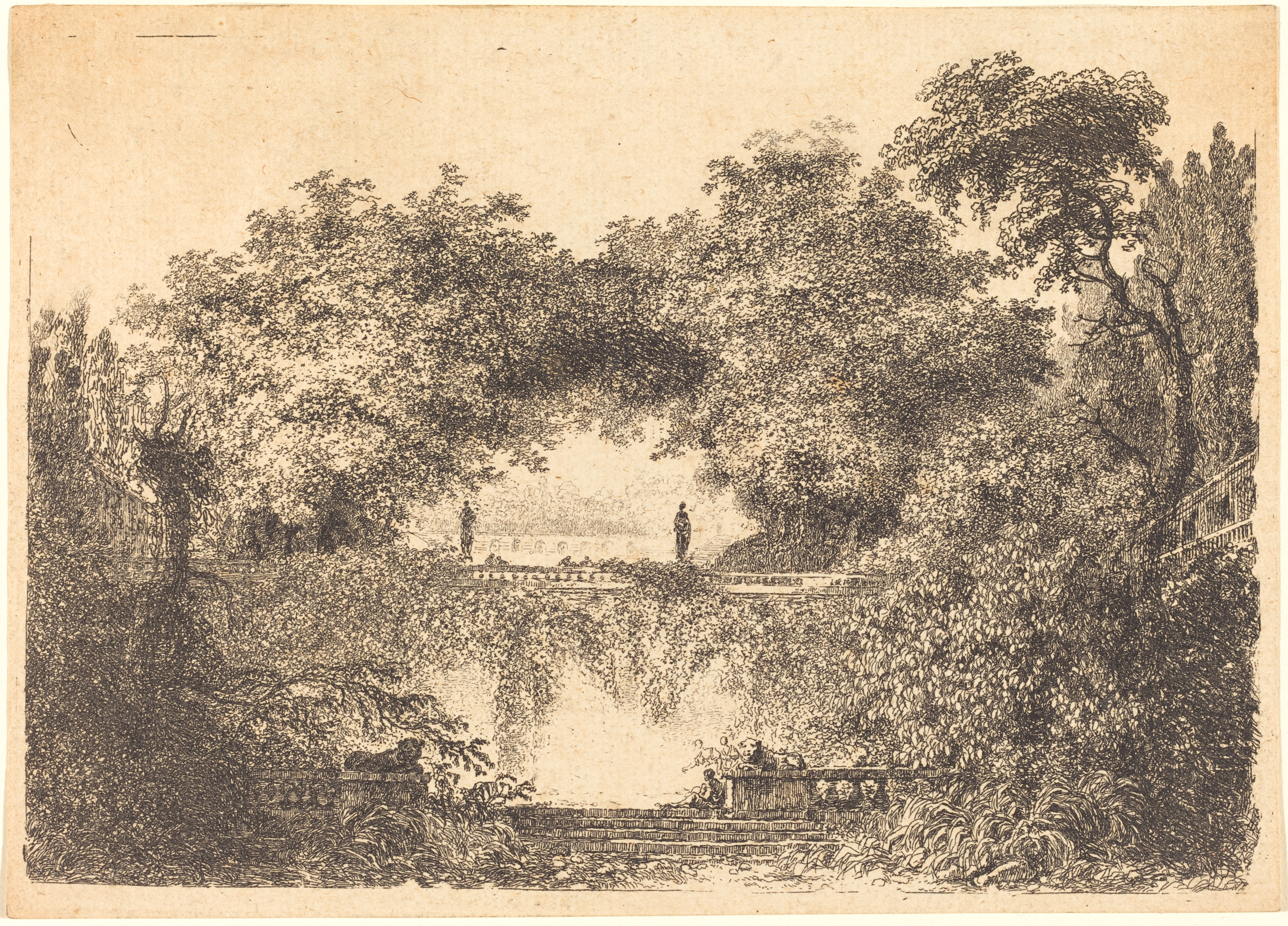
フラゴナールの原画による版画
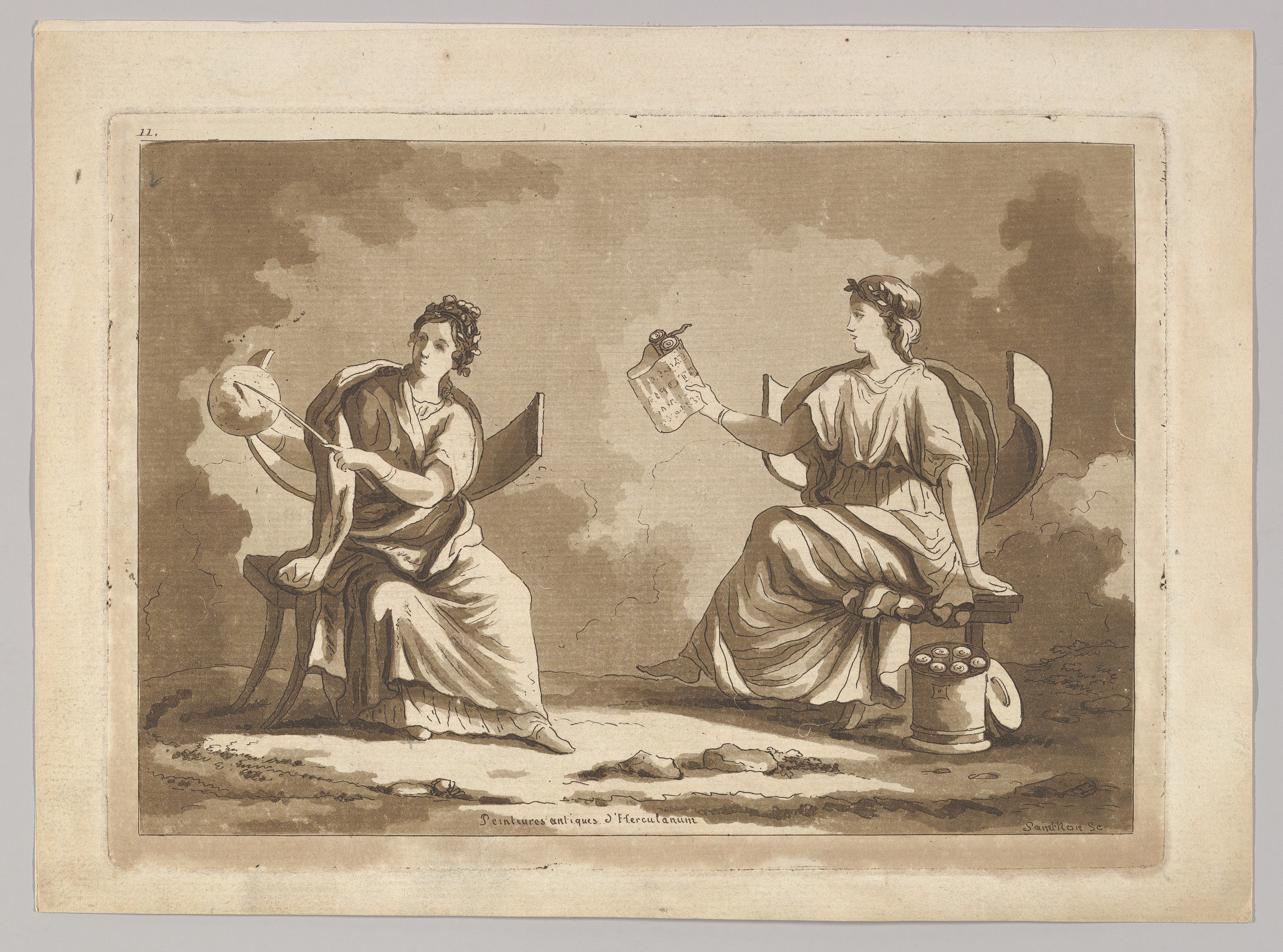
著書「イタリアの宮殿と教会の絵画」の図版